# Camillo Ruini
Camillo Ruini (ur. 19 lutego 1931 w Sassuolo) – włoski duchowny rzymskokatolicki, doktor nauk teologicznych, arcybiskup, biskup pomocniczy Reggio Emilia w latach 1983–1991, sekretarz generalny Konferencji Episkopatu Włoch w latach 1986–1991, wikariusz generalny Rzymu i tym samym archiprezbiter bazyliki św. Jana na Lateranie w latach 1991–2008, przewodniczący Konferencji Episkopatu Włoch w latach 1991–2007, administrator apostolski suburbikarnej diecezji Ostii w latach 1991–2008, kardynał prezbiter od 1991, przewodniczący Peregrinatio ad Petri Sedem w latach 1992–1996, od 2008 emerytowany wikariusz generalny diecezji rzymskiej.

## Życiorys
Studiował w seminarium w Reggio Emilia; przyjął święcenia kapłańskie 8 grudnia 1954 w Rzymie i podjął dalsze studia na Papieskim Uniwersytecie Gregoriańskim, uwieńczone doktoratem z teologii (1957). Pracował jako wykładowca seminarium w Reggio-Emilia, potem seminarium międzydiecezjalnego w Modenie oraz seminarium teologicznego w Bolonii. W diecezji Reggio Emilia zajmował się duszpasterstwem pracowników służby zdrowia, koordynacją diecezjalnej Akcji Katolickiej, kierował Diecezjalnym Centrum Kultury im. Jana XXIII, był wikariuszem biskupim ds. apostolatu świeckich.
W maju 1983 został mianowany biskupem pomocniczym Reggio Emilia; otrzymał tytularną stolicę biskupią Nepte. Sakry biskupiej udzielił mu 29 czerwca 1983 biskup Reggio Emilia, Gilberto Baroni. Od czerwca 1986 biskup Ruini pełnił funkcję sekretarza generalnego Konferencji Episkopatu Włoch; brał udział w szeregu sesji Światowego Synodu Biskupów w Watykanie, w tym w dwóch sesjach specjalnych poświęconych Kościołowi europejskiemu (1991, 1999); zasiadał w sekretariacie generalnym Synodu. W styczniu 1991 został promowany do godności arcybiskupa i mianowany prowikariuszem Rzymu oraz proarchiprezbiterem bazyliki laterańskiej. W tym samym roku został przewodniczącym Konferencji Episkopatu Włoch (pełnił funkcję do marca 2007).
W czerwcu 1991 Jan Paweł II wyniósł go do godności kardynalskiej (z tytułem prezbitera S. Agnese fuori le Mura), co oznaczało także podniesienie do pełnoprawnych funkcji wikariusza generalnego Rzymu i archiprezbitera bazyliki laterańskiej. W latach 1992–1996 kardynał Ruini kierował instytucją Peregrinatio ad Petri Sedem.
Wielokrotnie reprezentował papieża Jana Pawła II na uroczystościach religijnych i rocznicowych w charakterze specjalnego wysłannika; był również legatem na XXIII Narodowym Kongresie Eucharystycznym w Bolonii we wrześniu 1997. Z racji funkcji wikariusza Rzymu brał aktywny udział w obchodach Roku Jubileuszowego 2000, do niego również należał obowiązek poinformowania wiernych o śmierci Jana Pawła II, jednak ostatecznie uczynił to Substytut ds. Ogólnych Sekretariatu Stanu argentyński arcybiskup Leonardo Sandri. Uczestniczył w konklawe w kwietniu 2005.
W 2002 roku Katolicki Uniwersytet Lubelski przyznał mu tytuł doktora honoris causa.
27 czerwca 2008 papież Benedykt XVI przyjął rezygnację kardynała z funkcji wikariusza generalnego Rzymu i archiprezbitera bazyliki laterańskiej, a jego następcą został kardynał Agostino Vallini.
19 lutego 2011 utracił prawo do czynnego uczestniczenia w konklawe.
8 maja 2011 w Krakowie przewodniczył procesji upamiętniającej męczeństwo św. Stanisława z Wawelu na Skałkę, oraz mszy św. w Ołtarzu Trzech Tysiącleci na Skałce.